# Bikinga
Bikinga är ett periodiskt vattendrag i Burundi.   Det ligger i provinsen Kirundo, i den norra delen av landet, 140 kilometer nordost om huvudstaden Bujumbura.
Omgivningarna runt Bikinga är huvudsakligen savann. Runt Bikinga är det tätbefolkat, med 319 invånare per kvadratkilometer.